# Kurt Heyns
Kurt Heyns (* 13. Dezember 1908 in Hamburg; † 28. April 2005 in Hamburg) war ein deutscher Chemiker.

## Leben

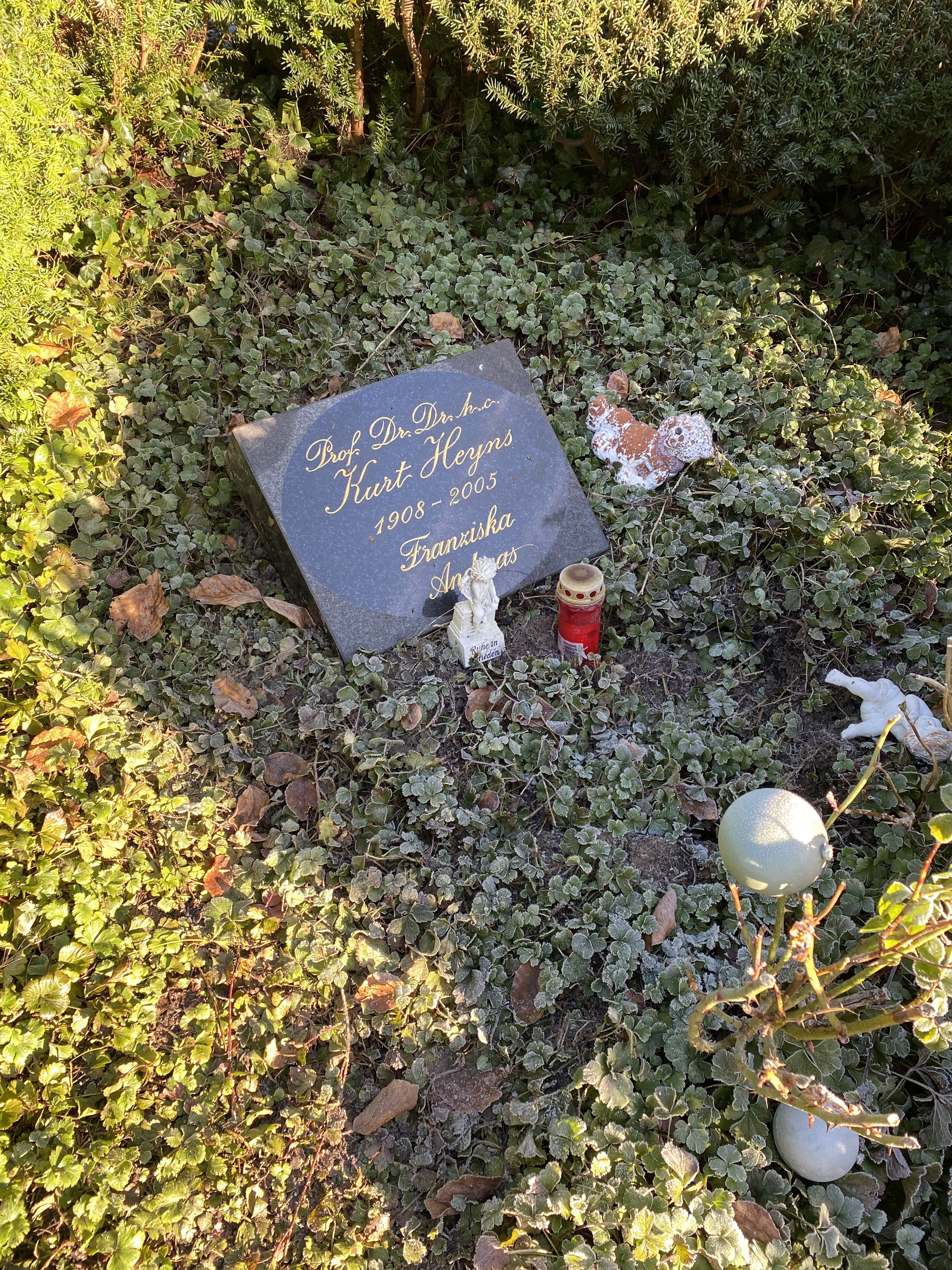
Grabstätte auf dem Nienstedtener Friedhof

Kurt Heyns promovierte mit 23 Jahren zum Dr. rer. nat. 1932 in Halle (Saale) bei Emil Abderhalden über das Thema 'Studien über die bei der Hydrolyse von Proteinen entstehenden Abbauprodukte'. Daneben hatte er auch Musik studiert und ein Konzertexamen bestanden. Abderhalden schlug Heyns eine Universitätskarriere vor, so dass er von 1932 bis 1937 Oberassistent bei Abderhalden in Halle war. Eine unbedachte politische Äußerung beendete vorläufig seine Universitätskarriere und er musste daraufhin von 1937 bis 1948 als Industriechemiker bei Merck und Maizena arbeiten. Mit dem Thema 'Über oxydative Umwandlungen in der Chemie der Kohlenhydrate, unter besonderer Berücksichtigung der Synthese des Vitamins C' gelang es ihm dann jedoch, sich 1942 in Hamburg zu habilitieren. Von 1948 bis 1978 forschte und lehrte er dort als Professor für Organische Chemie. Viele Jahre war er Chef des Studentenwerks Hamburg und von 1956 bis 1968 Präsident der Joachim-Jungius-Gesellschaft der Wissenschaften.
Für seine bedeutenden Beiträge auf dem Gebiet der Massenspektrometrie und zu Untersuchungen der Bräunung von Lebensmitteln (Maillard-Reaktion), wobei er 1952 zusammen mit Wolfgang Koch Fructose mit Aminen reagieren ließ und dabei die Heyns-Umlagerung entdeckte, wurde ihm 1977 die Joseph-König-Gedenkmünze der Gesellschaft Deutscher Chemiker und 1986 die Ehrendoktorwürde der Universität Kiel verliehen. 1991 erhielt er das Große Verdienstkreuz des Verdienstordens der Bundesrepublik Deutschland.
Seine wissenschaftliche Publikationstätigkeit umfasst u. a. über 330 Veröffentlichungen in einem Zeitraum von 66 Jahren, angefangen 1931 über die Hydrolyse von Tussahseidenfibroin, damals noch zusammen mit Emil Abderhalden, bis zu seiner letzten Veröffentlichung 1997, inzwischen 89-jährig, über ein Thema der Flüssigkristalle. Er betreute in 41 Jahren knapp 100 Dissertationen, wovon die erste 1949 zum Thema Abbau von Gelatine, die letzte 1989 zum Thema N-Nitroso-Verbindungen von Monosaccharidamiden fertiggestellt wurde. Wichtige akademische Schüler von Kurt Heyns sind die Professoren Wolfgang Walter (Universität Hamburg), Hans Paulsen (Universität Hamburg), Hans-Friedrich Grützmacher (Universität Bielefeld), Werner Baltes (Universität Hamburg, TU Berlin), Peter Köll (Carl von Ossietzky Universität Oldenburg), Wittko Francke (Universität Hamburg) und Harald Röper.
Kurt Heyns erhielt seine letzte Ruhestätte auf dem Nienstedtener Friedhof.

## Bücher (Auswahl)
- Allgemeine organische Chemie. Studienbuch für Studierende der Chemie, Medizin, Pharmazie, Biologie ab 2. Semester. Akademische Verlags-Gesellschaft, Frankfurt am Main 1970.
- Die neueren Ergebnisse der Stärkeforschung (= Die Wissenschaft. 103, ZDB-ID 538216-6). Vieweg, Braunschweig 1949.
- Über oxydative Umwandlungen in der Chemie der Kohlehydrate, unter besonderer Berücksichtigung der Synthese des Vitamins C. Hamburg 1942 (Hamburg, Universität, Habilitations-Schrift, 1942).
- Studien über die bei der Hydrolyse von Proteinen entstehenden Abbauprodukte. Borna-Leipzig 1932 (Halle, Universität, Dissertation, 1932).